# Michelle Bjørn-Andersen
Michelle Bjørn-Andersen (født 10. august 1954 i Aarhus) er en dansk skuespillerinde, der er uddannet fra Skuespillerskolen ved Aarhus Teater i 1980.
Hun har optrådt på flere forskellige teatre, herunder Husets Teater og Folketeatret, samt medvirket i både Hjørring Revyen og Cirkusrevyen. På tv har man bl.a. kunnet se hende i serierne Landsbyen, Rejseholdet, Nikolaj og Julie og Ørnen. Hun har tillige lagt stemme til en række tegnefilm, samt teorimateriale/prøver for køreskoler.
Hun er mor til Nikolaj Bjørn-Andersen.

## Udvalgt filmografi
- Hodja fra Pjort – 1985
- Jydekompagniet − 1988
- Springflod – 1990
- Hjælp - Min datter vil giftes – 1993
- Cirkus Ildebrand − 1995
- Operation Cobra – 1995
- Besat – 1999
- Bornholms stemme – 1999
- At klappe med een hånd – 2001
- Til højre ved den gule hund – 2003
- Voksne mennesker – 2005
- Bølle Bob og Smukke Sally – 2005
- Max Pinlig – 2008

### Tv-serier
- Landsbyen – 1994-95
- Riget II – 1997
- Sommer – 2008
- Borgen – 2010-13

### Dubbing
- Justice League – Div. Roller
- Familien Flintstone – Betty Småsten
- Familien Jetson – Jane Jetson